# She Loves You
She Loves You är en singel av den brittiska popgruppen The Beatles. Den släpptes den 23 augusti 1963 i Storbritannien. I USA vägrade dock Capitol till en början att ge ut singeln, varför den kom ut på annat skivbolag den 16 september 1963 i USA. Singeln var även listetta på Billboard Hot 100. Låten listades på plats 64 i magasinet Rolling Stones lista The 500 Greatest Songs of All Time.

## Låten och inspelningen
Denna mycket kända tidiga Beatleslåt skrevs huvudsakligen 26 juni 1963, efter en konsert i Newcastle. McCartney kom med den något ovanliga idén att man skulle skriva låten i tredje person och vid själva inspelningstillfället, 1 juli 1963, ska George Martin ha föreslagit att man inledde låten med refrängen. Vid samma session spelade man även in I'll Get You. Enligt en annan uppgift ska Pauls musikaliske far även ha undrat om det inte skulle låta bättre med ”Yes, yes, yes” i refrängen istället för det ”Yeah” som kom att bli synonymt med The Beatles. Låten, som blev en enorm framgång släpptes på singel i England 23 augusti 1963 och i USA 16 september 1963. 
She Loves You och baksidan I'll Get You spelades in i tvåkanalig stereo, men enligt dåtidens sed gavs singeln enbart ut i mono. Låtarna kom inte heller ut i stereoversion på någon original-LP. Den ursprungliga stereoinspelningen har sedan försvunnit ur EMI:s arkiv, varför låtarna enbart finns tillgängliga i monoversioner eller s.k. fejkstereo.

## Sie liebt dich
The Beatles spelade också in en tysk version, Sie liebt dich, 1964. Under 60-talet var det ännu vanligt att man spelade in flera versioner på olika språk av samma låt. The Beatles gick endast motvilligt med på detta i samband med att man gav konserter i Paris i januari 1964. I Studion EMI Pathé Marconi gjorde man hela 14 tagningar av Sie liebt dich innan man blev nöjd. Vid samma session spelade man även in ny sång till den tyskspråkiga versionen av I Want to Hold Your Hand (Komm, gib mir deine Hand, där man dock behöll kompet) samt Can't Buy Me Love. Detta kraftprov gjorde att Beatles därefter vägrade spela in på något annat språk än engelska, vilket kom att stärka engelska språkets ställning i musikvärlden. 
Eftersom den tyska versionen Sie liebt dich var en nyinspelning finns den tillgänglig i s.k. äkta stereo.

## Listplaceringar
| Lista (1963-1964) | Position             |
| ----------------- | -------------------- |
| Danmark           | 1 (DR "Top 20")      |
| Finland           | 4                    |
| Flandern          | 5                    |
| Irland            | 2                    |
| Italien           | 4 (Musica e Dischi)  |
| Kanada            | 1 (CHUM Hit Parade)  |
| Nederländerna     | 7                    |
| Norge             | 1                    |
| Nya Zeeland       | 1 (Lever Hit Parade) |
| Storbritannien    | 1                    |
| Sverige           | 1 (Kvällstoppen)     |
| Sverige           | 1 (Tio i topp)       |
| USA               | 1                    |
| Västtyskland      | 7                    |